# U 36 (U-Boot, 2016)
U 36 ist ein U-Boot der Deutschen Marine vom Typ 212 A.

## Geschichte
Als zweite Einheit des zweiten Bauloses der U-Boot-Klasse 212 A, auch 212 A 2. Los. Der Bauvertrag für U 36 wurde am 22. September 2006 unterzeichnet. U 36 wurde am 19. August 2008 auf Kiel gelegt und am 6. Februar 2013 erstmals zu Wasser gelassen. Am 15. Mai 2013 wurde das Boot getauft.
Im Januar 2015 wurden massive Mängel an U 36 und am Schwester-U-Boot U 35 bekannt. Noch Anfang 2015 liefen die Wellenanlage, die Fahrbatterie, das Radar und die Funkboje „Callisto“ nicht planmäßig. Auch mit den anderen Booten der U-Boot-Klasse 212 A gab es (Stand Anfang 2015) Probleme. Der Spiegel gab 2015 für U 35 und U 36 einen Stückpreis von rund 500 Millionen Euro an.
2018 kam U 36 aus einer fast einjährigen Instandsetzung beim Hersteller. Im Januar 2019 lief das Boot in Richtung Norwegen aus und nahm dort an Manövern teil. Am 14. Mai 2019 hatte es beim Auslaufen aus dem norwegischen Militärhafen Haakonsvern Grundberührung.
Seit der Indienststellung am 10. Oktober 2016 gehört das Boot dem 1. Ubootgeschwader in Eckernförde an.

## Technische Daten
Das Boot wurde 1,2 m länger als die vorherigen Boote der Klasse 212A, was an den neuen Ausrüstungsteilen im Turm liegt. Es wurde wie bei den Vorgängerbooten amagnetischer Stahl verwendet.
Verbesserungen im Vergleich zum 1. Los:
- effizientere Brennstoffzellentechnologie und verbesserte Hochleistungsbatterien
- Tropikalisierung für weltweiten Einsatz
- Kommunikationssystem zur vernetzten Operationsführung
- Kommunikationssystem CALLISTO
- Sensor-, Führungs- und Waffeneinsatzsystem ISUS 90
- flächenhafte Seitenantenne
- Sehrohrtechnik SERO 400 und Optronikmast OMS 100
- Vier-Personen-Schleuse im Turm
- vorhalten von Raum- und Gewichtsreserven für die Nachrüstung eines Towed Array Sonar und eines Torpedoabwehrsystems

## Kommandanten
| Name                           | von | bis | Besatzung |
| ------------------------------ | --- | --- | --------- |
| Fregattenkapitän Oliver Brux   |     |     |           |
| Korvettenkapitän Michael Rudat |     |     |           |
| Korvettenkapitän Stefan Busch  |     |     |           |

## Patenschaft
Die Patenschaft für die Einfahrbesatzung „GOLF“ des U-Bootes übernahm die sächsische Stadt Plauen.